# Sebastian Abratzky

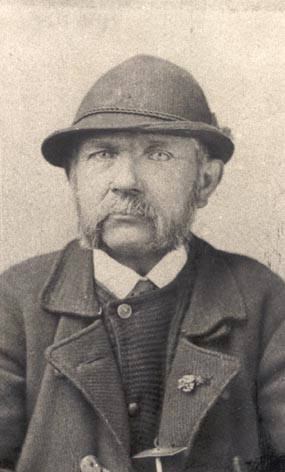
Sebastian Abratzky

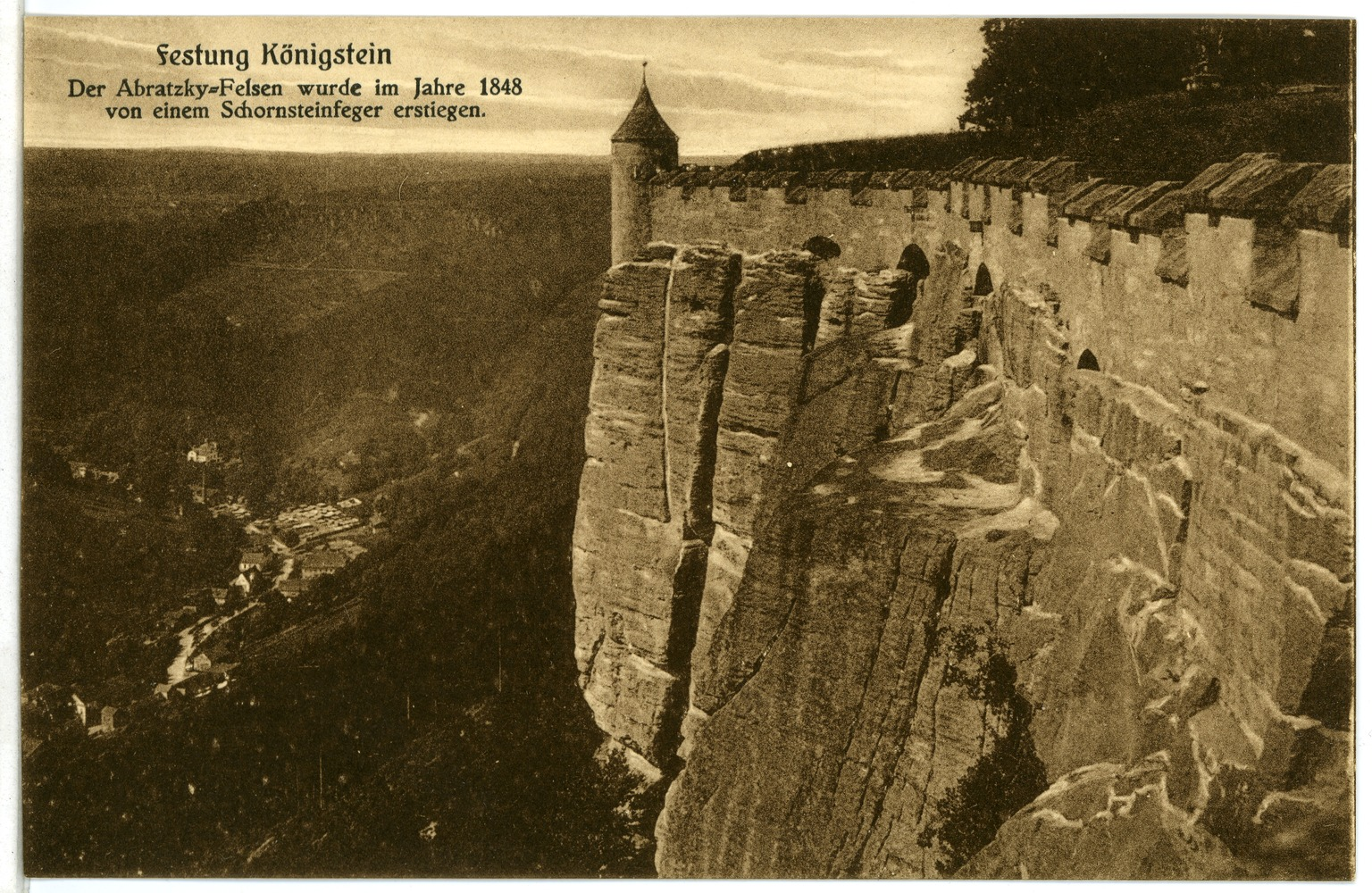
Festung mit Abratzkyfelsen

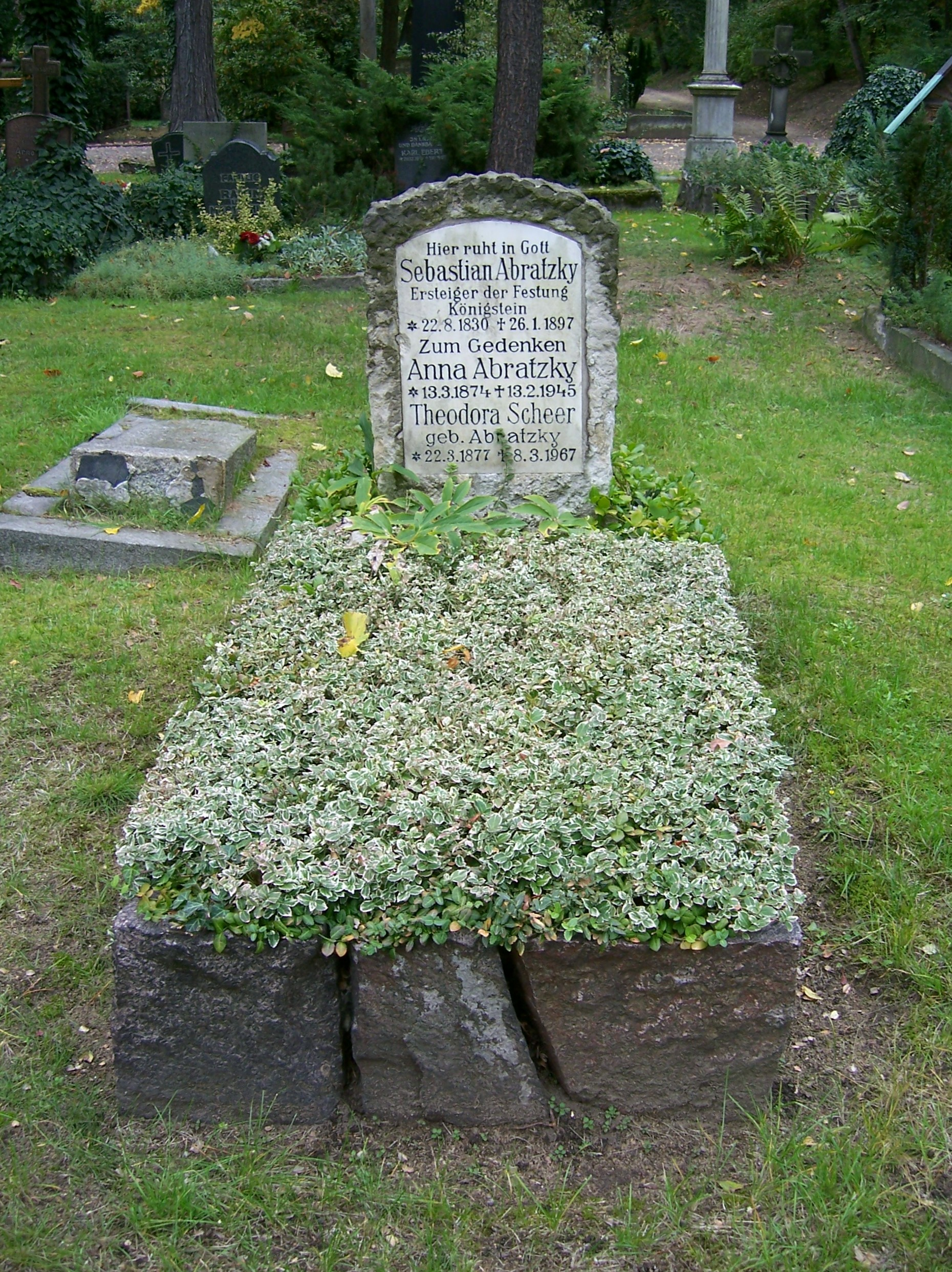
Grab Sebastian Abratzkys auf dem Johannisfriedhof in Dresden

Johann Friedrich Sebastian Abratzky (* 22. August 1829 in Mahlis bei Oschatz; † 26. Januar 1897 in Dresden) war ein Schornsteinfeger, der am 19. März 1848 ohne Hilfsmittel über die Außenwand in die Festung Königstein einstieg. Diese Besteigung gilt als ein Meilenstein in der Entwicklung des Sportkletterns in der Sächsischen Schweiz.

## Jugend
Sebastian Abratzky wurde am 22. August 1829 in Mahlis geboren und hatte im Frühjahr 1848 mit 18 Jahren seine Schornsteinfegerlehre beendet. Danach ging er auf die Walz und kam nach Dresden. In Königstein bewunderte er die gleichnamige Festung und erfuhr, dass jeder Besucher einen Taler zehn Neugroschen Eintritt zahlen musste. Da er kein Geld hatte, kletterte er an der fast durchgehend senkrechten Sandsteinwand in einer hohen Felsspalte zur Festung hoch. Nach anderthalb Stunden stieg er mit letzter Kraft über die Brustwehr. Gerade läuteten die Kirchenglocken der Stadt zu Mittag. Die Wache nahm ihn fest und führte ihn vor den Kommandanten, der ihn einen halben Tag in den Arrest steckte. Dann entließ er ihn aus der Haft und wies ihn in seinen Geburtsort Mahlis zurück. Abratzky behauptete später, er sei wegen seines verwegenen Streichs 12 Tage arretiert gewesen.

## Leben nach der Besteigung
Bereits vor seiner Entlassung stand im Pirnaischen Wochenblatt:
„Ein harmloser Schornsteinfeger hat es vollbracht, wozu unermessliche Streitkräfte nicht in der Lage gewesen waren!“ Später veröffentlichte Abratzky ein Buch und hielt Vorträge, in denen er seinen Aufstieg in die Festung ausschmückte.

## Alter und Ende
Ab 1860 verbüßte Abratzky eine fünfjährige Arbeitshausstrafe. Von 1865 bis 1870 saß Abratzky wegen Diebstahls und Landstreicherei und aufgrund eines von ihm verübten Einbruches im Zuchthaus. Er begann zu trinken, so fand man ihn sturzbetrunken und hilflos im Koma auf einer Straße in Dresden. Abratzky verstarb darauf am 26. Januar 1897 in Dresden in einer Polizei-Haftanstalt und wurde auf dem Johannisfriedhof beigesetzt.

## Gedenkstein
In seinem Geburtsort Mahlis stellte im April 1998 der dortige Heimatverein auf dem Dorfplatz den nach ihm benannten Abratzky-Stein als Gedenkstein auf.

## Der Abratzky-Kamin
Der nach Abratzky benannte Abratzky-Kamin wurde nach ihm erstmals wieder 1923 durchstiegen. Eine Königsteiner Firma erhielt danach den Auftrag, den Kamin zuzumauern, letztlich wurde er jedoch nur mit Stacheldraht abgesperrt. Ab 1955 war die Festung nach Schließung des Jugendwerkhofs wieder öffentlich zugänglich. Damit war es Bergsteigern erneut möglich, den Kamin zu erklettern. Die erste Nachkriegsbesteigung des seitdem mit Schwierigkeitsgrad IV nach der sächsischen Schwierigkeitsskala bewerteten Weges fand am 8. August 1955 statt. 1956 wurde ein erstes Wandbuch installiert. 1991 wurde der Abratzky-Kamin erstmals im Kletterführer aufgeführt. Er zählt seitdem zu den drei im Klettergebiet Sächsische Schweiz als Ausnahmen zugelassenen Massivklettereien – normalerweise ist in der Sächsischen Schweiz Klettern nur an den ausgewiesenen Klettergipfeln erlaubt. Der etwa 34 Meter hohe Kamin wird von Kletterern heute in etwa 15 bis 20 Minuten durchstiegen. Unterhalb der Mauer muss man jedoch abseilen, da das Übersteigen der Mauer verboten ist.